# Burg Dinkelrode
Die Burg Dinkelrode, auch Neuenhaus genannt, ist eine abgegangene spätmittelalterliche Wasserburg der Grafschaft Bentheim am Südrand des Stadtkerns von Neuenhaus im niedersächsischen Landkreis Grafschaft Bentheim an der Dinkel.

## Beschreibung
Die Burg lag auf einer erhöhten Fläche, die heute am rechten Ufer der Dinkel liegt, sich ursprünglich aber inmitten mehrerer Flussarme auf einer Insel befand. Die spärlichen historischen Nachrichten und wenig aussagekräftigen archäologischen Untersuchungen lassen keine Angaben über die Gestalt der Burg zu. 
Erstmals erwähnt wird die Burg Dinkelrode im Jahr 1328, als Graf Johann von Bentheim der von ihm erbauten Kapelle in der neuen Burg Dinkelrode einen Zehnt übertrug. Die Burg dürfte somit erst kurz vorher errichtet worden sein, wahrscheinlich als Gegenburg zur Burg Lage des Bistums Utrecht. In ihrem Schatten entstand im Laufe des 14. Jahrhunderts der Ort Neuenhaus, der 1369 das Stadtrecht erhielt. 1355 und 1404 wurde die Burg verpfändet. Eine Auseinandersetzung mit dem Bistum Utrecht führte 1418 zur Belagerung und Einnahme der Burg. In der Folge wurde Neuenhaus zum Utrechter Pfandlehen. Da keine Einlösung erfolgte, blieb die Lehnsherrschaft bis 1688 bei den Bischöfen von Utrecht und ging erst dann wieder an die Grafen von Bentheim über. 1635 wurde die Burg stark beschädigt und verlor ihre militärische Bedeutung. 1728 war die Burg vorübergehend  Aufenthaltsort der gräflichen Familie. Eine Zeichnung von 1733 zeigt keine Befestigung mehr, nur noch eine Gräfte um ein Haus. 1770/71 wurden die Burggebäude bis auf die Kapelle vollends abgerissen. Letztere wurde bis zum Bau der jetzigen Kirche 1863/65 von den Katholiken für ihre Gottesdienste verwendet. Um 1900 wurde auch sie abgerissen. 